# توني شراير
توني شراير (بالألمانية: Toni Schreier)‏ هو لاعب كرة قدم ألماني في مركز الوسط، ولد في 7 مارس 1962 في كاستروب راوكسل في ألمانيا. لعب مع نادي بوخوم.

## وصلات خارجية
- توني شراير على موقع قاعدة بيانات كرة القدم.إي يو (الإنجليزية)
- توني شراير على موقع بيانات كرة القدم. دي إي (الألمانية)
- توني شراير على موقع عالم كرة القدم.نت (الإنجليزية)